# Neophengus penai
Neophengus penai är en skalbaggsart som först beskrevs av Wittmer 1963.  Neophengus penai ingår i släktet Neophengus och familjen Phengodidae. Inga underarter finns listade i Catalogue of Life.